# Zastava 125pz
El Zastava 125pz es un coche ensamblado entre los años 1970-1983 en las plantas yugoslavas de la Crvena Zavodi Zastava con material de montaje suministrado por el fabricante polaco FSO, y el cual a su vez está basado en el Polski Fiat 125p, a su vez un desarrollo de la carrocería del Fiat 125 pero equipado con la mecánica del Fiat 124.

## Descripción
Montaba dos tipos de motor de gasolina, el primero contaba con una cilindrada de 1295 c.c. y una potencia de 60 caballos de vapor (59 HP), y el otro era un bloque de 1481 c.c. y 75 caballos de vapor (74 HP). Las cajas de marchas eran de tipo mecánica y eran de 4 velocidades inicialmente, más tarde contaría con cajas de 5 velocidades.
Todos estos eran básicamente versiones hechas en Yugoslavia del Fiat Polski 125p, pero ya de manera local se produjeron a partir de 1980; contando con motores polacos posteriormente y carrocerías estampadas en Yugoslavia, en la planta de Kragujevac.
En los países de la antigua Yugoslavia, este modelo se conoce comúnmente como Pezejac.